# (38259) 1999 RR14
1999 RR14 (asteroide 38259) é um asteroide da cintura principal. Possui uma excentricidade de 0.15857730 e uma inclinação de 17.89585º.
Este asteroide foi descoberto no dia 7 de setembro de 1999 por LINEAR em Socorro.